# トゥーザ
トゥーザ（イタリア語: Tusa）は、イタリア共和国シチリア州メッシーナ県にある、人口約2,800人の基礎自治体（コムーネ）。

## 地理

### 位置・広がり

#### 隣接コムーネ
隣接するコムーネは以下の通り。括弧内のPAはパレルモ県所属を示す。
- モッタ・ダッフェルモ
- ペッティネーオ
- サン・マウロ・カステルヴェルデ (PA)